# Gazeta Kaliska
Gazeta Kaliska – pismo polityczne, społeczne i ekonomiczne, wydawane w latach 1893–1939 w Kaliszu, od 1898 dziennik.

## Historia
„Gazeta Kaliska” była kontynuatorką „Kaliszanina”, dziennika wydawanego w Kaliszu w latach 1870–1892.
Pierwszy numer „Gazety Kaliskiej” ukazał się 22 marca 1893.
Po śmierci Józefa Radwana (1936) „Gazeta Kaliska” była wydawana i drukowana przez jego synów Antoniego i Józefa Radwanów, którzy działali pod firmą „Drukarnia Józefa i Antoniego Radwanów”, choć drukarnią faktycznie kierował tylko Józef Radwan.
W 1939, po zajęciu Kalisza przez Wehrmacht (4 września), „Gazeta Kaliska” przestała się ukazywać, natomiast dalej działała drukarnia Józefa Radwana (1892–1945), który był volksdeutschem i prowadził drukarnię przez cały okres okupacji niemieckiej (1939–1945); w 1945 drukarnię Radwana upaństwowiono.